# Słona Góra
Słona Góra (403 m n.p.m.) (przed 1918 znane również jako Górskie) – dwuszczytowe (niższy wierzchołek o wysokości 376 m) wzgórze na Pogórzu Ciężkowickim. Jego wschodnim zboczem przebiega droga wojewódzka nr 977 na odcinku z Tarnowa do Tuchowa. Od zachodu i południa oblewają je meandrujące między sąsiednimi wzgórzami wody rzeki Białej.

## Toponimia
Nazwa Słonej Góry pochodzi od lokalnych złóż soli, eksploatowanych w okolicy w XIV i XV wieku. Na austriackich mapach przed 1918 wyższe, wschodnie wzniesienie (403 m n.p.m.) oznaczone jest jako Górskie, natomiast niższe, zachodnie (376 m n.p.m.) jako Słona Góra.

## Geologia
W południowej części masywu, w Zabłędzy odkryto niewielkie pokłady rudy żelaza. Natomiast poniżej szczytu, pomiędzy Woźniczną a Kłokową znajdują się tzw. Słone Bagna. W kilku miejscach, po 2010 roku uaktywniły się osuwiska.

## Historia
Pierwotnie był to lesisty teren między rolniczymi obszarami Tarnowa i Tuchowa. Legenda z XIX wieku podaje jakoby początki stałego osadnictwa sięgały drugiego najazdu mongolskiego na Polskę, tj. ok. 1260. Wtedy to uciekająca ludność zabłądziła w te okolice i schroniła się w miejscowych lasach, a po najeździe pozostała zakładając osady. Miejscowe nazwy jak Kącina sugerować mogą starsze osadnictwo lub co bardziej prawdopodobne dawne miejsce kultu (na południowym stoku).
W XIV i XV wieku eksploatowano miejscowe solanki.

### Czasy rozbiorowe
Od końca XIX wieku (przed 1893) do czasu drugiej wojny światowej na południowym stoku góry istniał drewniany dwór myśliwski na podmurówce, należący do Sanguszków. Znajdował się on na terenie wsi Piotrkowice.
W czasie suszy, w nocy z 14 na 15 lipca 1889, na stoku Słonej Góry, w Porębie Radlnej spłonęła na stosie pochodząca z Łowczówka Marianna Kozik (28 lat), pastuszka i służąca miejscowego gospodarza Frysztaka, mieszkająca pod nr 30. W tym samym roku prasa donosiła o wynikach śledztwa. Przy braku świadków, po ekshumacji i przesłuchaniach we wsi, uznano ten przypadek za tzw. "samobójstwo ascetyczne". Wg śledczych kobieta sama usypała stos drewna na skraju lasu należącego do Frysztaków, przywiązała się do pala i podpaliła. Badacze literatury wskazują to głośne wydarzenie (temat poruszany był przez prasę w 3 zaborach) jako jeden z bodźców do napisania przez Stanisława Wyspiańskiego dramatu Klątwa. Przebywał on w sierpniu 1889 w pobliskim Tarnowie. "Klątwa" ukazała się drukiem 15 sierpnia 1899.
Spalona na stosie (YouTube)

Począwszy od 1912 Towarzystwo Sportowo-Gimnastyczne „Strzelec” w Tarnowie organizowało stałe ćwiczenia terenowe i manewry wojskowe m.in. w Porębie Radlnej, na Słonej Górze. I tak 8 września 1912 roku:

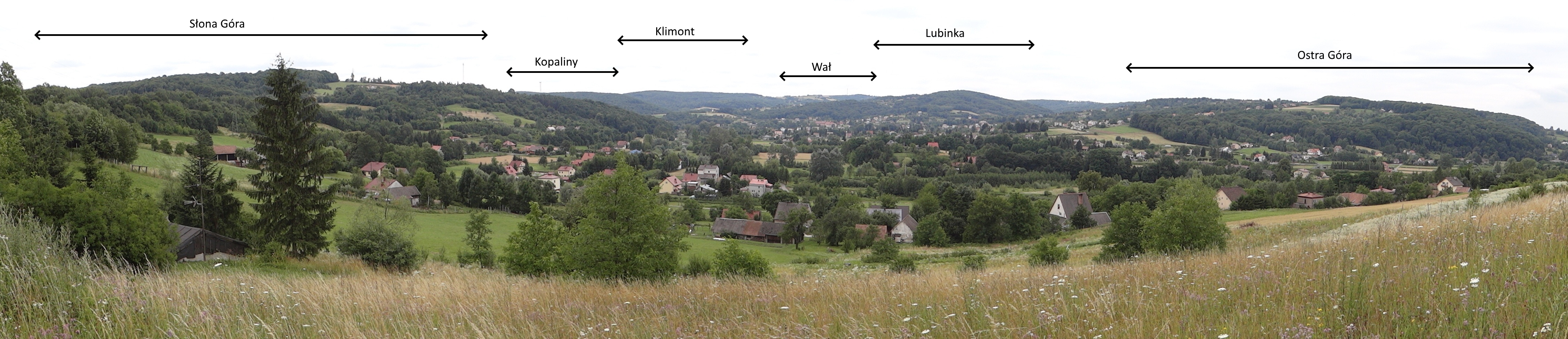
Panorama doliny rzeki Biała. Na pierwszym planie wieś Woźniczna, w głębi Pleśna. W tle wzniesienia pogórza. Z lewej Słona Góra

"Zlot doraźny okręgu odbędzie się na przestrzeni między Tarnowem a Gromnikiem. (...) Druhowie I dzielnicy [tarnowskiej] wyruszają o godzinie 4 rano sprzed gmachu Sokoła pieszo do Tuchowa. (...) II dzielnica [nowosądecka] (...) zbiera się w Gromniku, a pieszo idą do Tuchowa. (...) Druhowie starsi, chorowici, druhinie, panie i goście udadzą się do Tuchowa wprost pociągiem. (...) Drużyna skautowa młodzieży szkół średnich wyruszy pieszo z Tarnowa o godzinie 3:30 rano, celem założenia obozu i przygotowania herbaty na polanie obok gościńca pomiędzy Porębą [Radlną] a Zabłędzą obok miejsca gdzie po obu stronach stoją dwa pomniki. Jako ćwiczenia wyznaczono w godzinach porannych dla każdej dzielnicy osobno marsz zabezpieczony, ćwiczenia w służbie wywiadowczej, ćwiczenia w służbie skautowej, próby ćwiczeń. Po próbie ćwiczeń nastąpi uroczystość poświęcenia sokolni [w Tuchowie]. "

### I wojna światowa
Podczas I wojny światowej zatrzymała się tutaj linia frontu. Wzdłuż rzeki Biała wojska rosyjskie broniące wzgórza przygotowały drugą linię umocnień a poniżej okopów, wąwozem prowadziła droga z zamaskowanymi zasiekami. Początkowo pułki austriackie próbowały bezskutecznie przełamać front bliżej miasta Tarnowa w rejonie Rzuchowej i Koszyc Małych. Nieudane próby skłoniły dowodzących by przerzucić siły na południe w rejon Słonej Góry (nazwanej od przysiółka: Górskie-Höhe), gdzie toczyły się już zacięte walki. W nocy z 5 na 6 maja 1915 przełamano front.  Z czasów I wojny światowej w rejonie Słonej Góry pozostały niezasypane okopy oraz cmentarze wojenne:
- cmentarz wojenny nr 174 w Zabłędzy,
- cmentarz wojenny nr 175 w Porębie Radlnej,
- cmentarz wojenny nr 176 w Piotrkowicach,
- cmentarz wojenny nr 177 w Woźnicznej,
- cmentarz wojenny nr 178 w Woźnicznej.

### Okres międzywojenny
W 1937 w Zabłędzy odkryto "pokłady rudy żelaznej (...) takiej właśnie, jaką sprowadza się (...) ze Szwecji". Odkrycia dokonał górnik ze Śląska, bawiący na urlopie u krewnych. Rudy posiadały czystość 40-60%. Jesienią tego samego roku w Zabłędzy gościła delegacja ministerialna z Warszawy na czele z ministrem Antonim Romanem.

### II wojna światowa
W latach 1940–1944 na szczycie Słonej Góry Niemcy wybudowali stalową wieżę, cztery baraki i ulokowali jednostkę Wermacht Luft. Jej zadaniem była obserwacja nieba oraz nadawanie sygnałów świetlnych dla lotnictwa. Teren jednostki wojskowej otoczono drutem kolczastym i licznymi posterunkami. Potocznie zwano ją "Patria", gdyż pochodzącemu z Bawarii dowódcy górzyste tereny przypominały rodzinne strony.
Na północny wschód od szczytu Słonej Góry znajduje się zbiorowa mogiła rozstrzelanych w czasie II wojny światowej. W pobliskich leśnych wąwozach Niemcy trzykrotnie dokonali egzekucji polskich obywateli, osadzonych wcześniej w tarnowskim więzieniu oraz jednego przypadkowego świadka wydarzenia z Łękawki. W dniach 29.VII i 24.XII.1940 (Wigilia) oraz 2.II.1944 rozstrzelano łącznie ok. 70 osób, a ich bagaż podręczny spalono. Po wojnie ciała ekshumowano i przeniesiono w 1959 do wspólnej mogiły obok drogi wojewódzkiej. Ustalono jedynie 38 nazwisk ofiar.

### Współcześnie
15 września 1977 w masywie Słonej Góry Henryk Witkiewicz znalazł największego wówczas grzyba świata. Był to szmaciak gałęzisty o wadze 15 kilogramów i średnicy kapelusza wynoszącej 1 metr. Grzyb został wpisany do księgi rekordów Guinnessa. W 1992 przy drodze wojewódzkiej 977, Wojewódzki Ośrodek Kultury w Tarnowie wystawił pomnik znalezionego grzyba, który po paru latach został zniszczony przez nieznanych sprawców. Po otwarciu "Oberży pod grzybem" właściciel ustawił obok swojego lokalu nowy postument z wyobrażeniem grzyba.

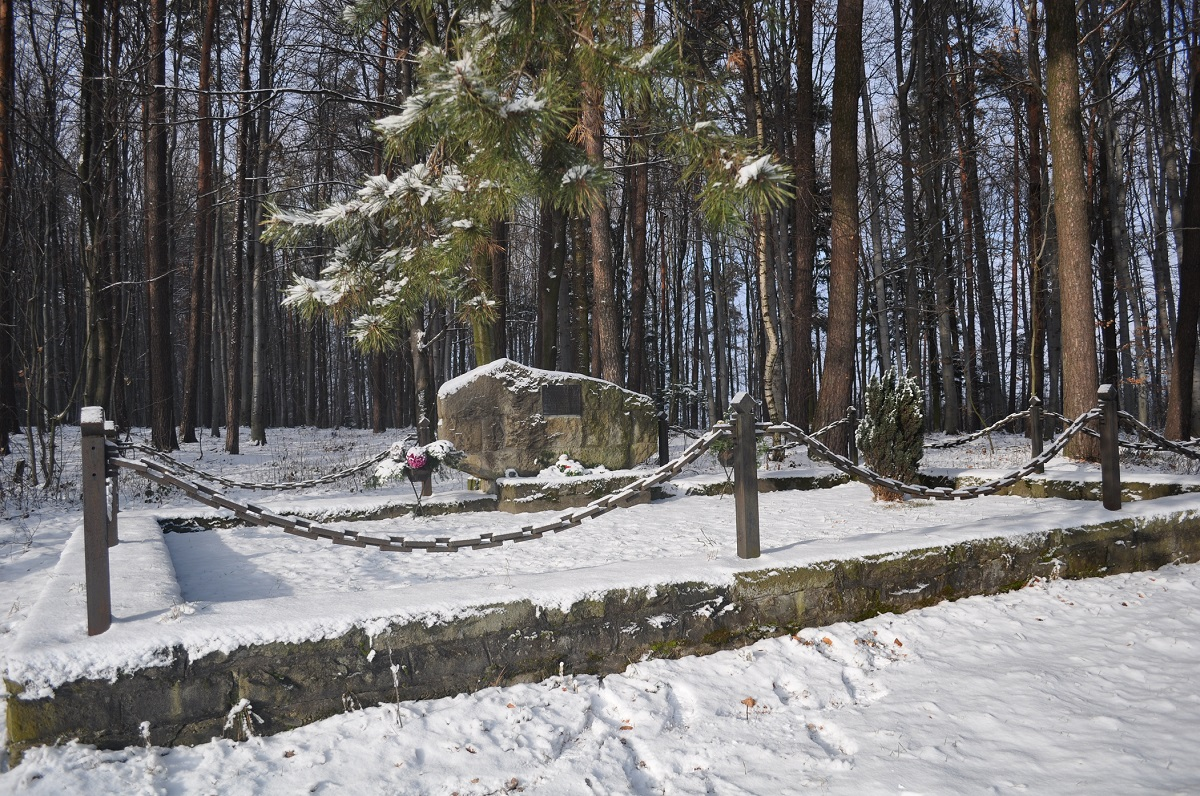
Zbiorowa mogiła rozstrzelanych podczas II w.światowej
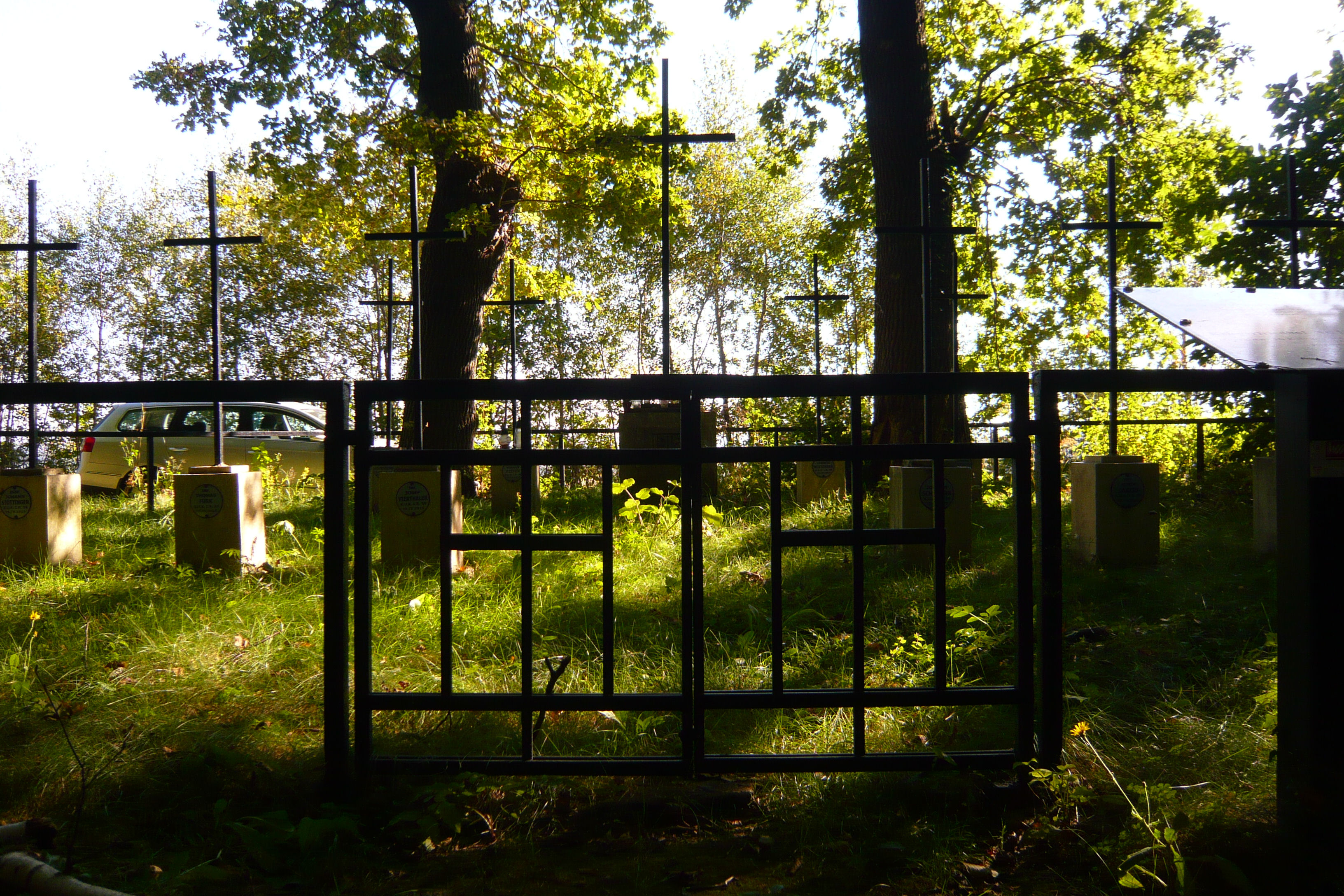
Cmentarz wojenny
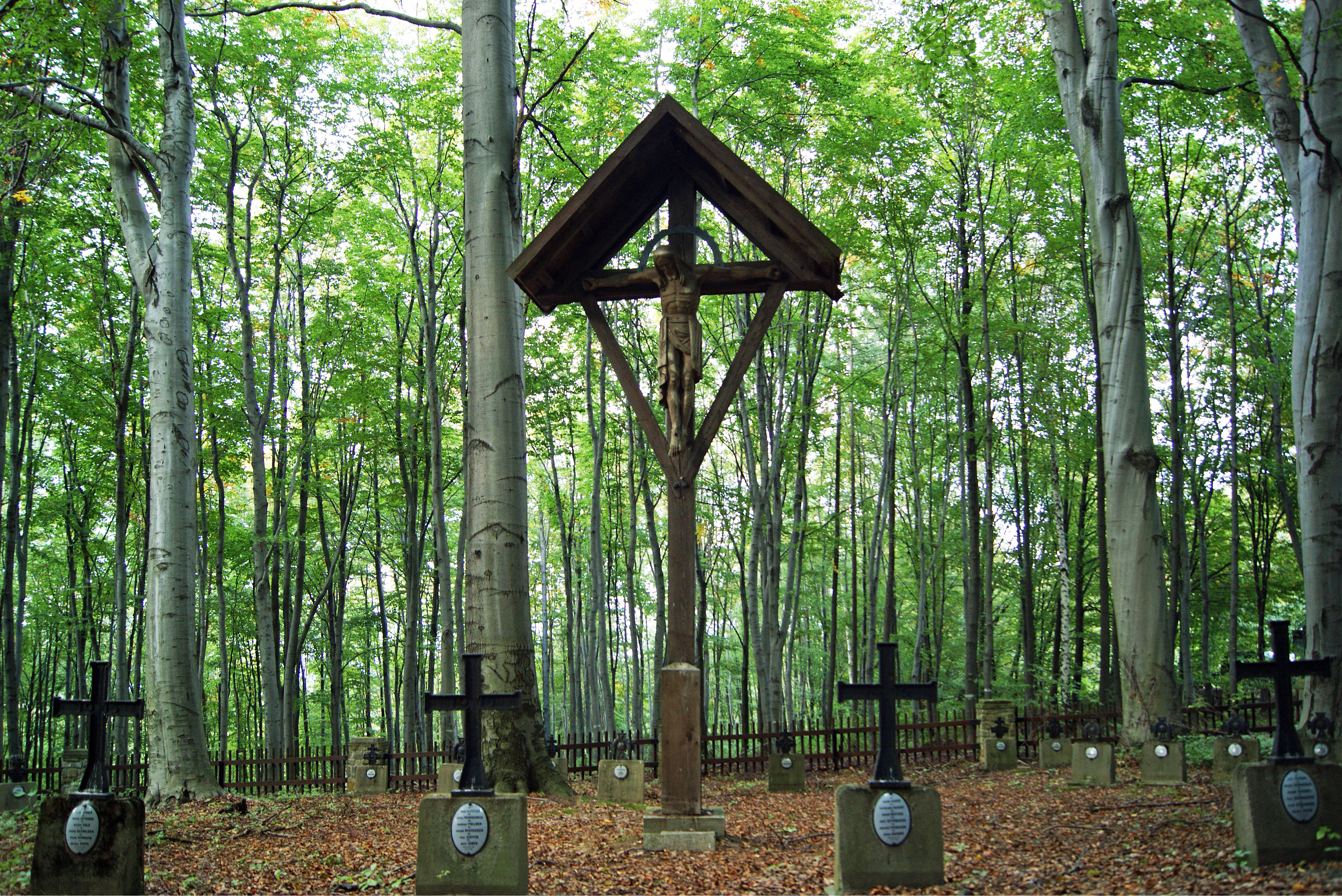
Cmentarz wojenny
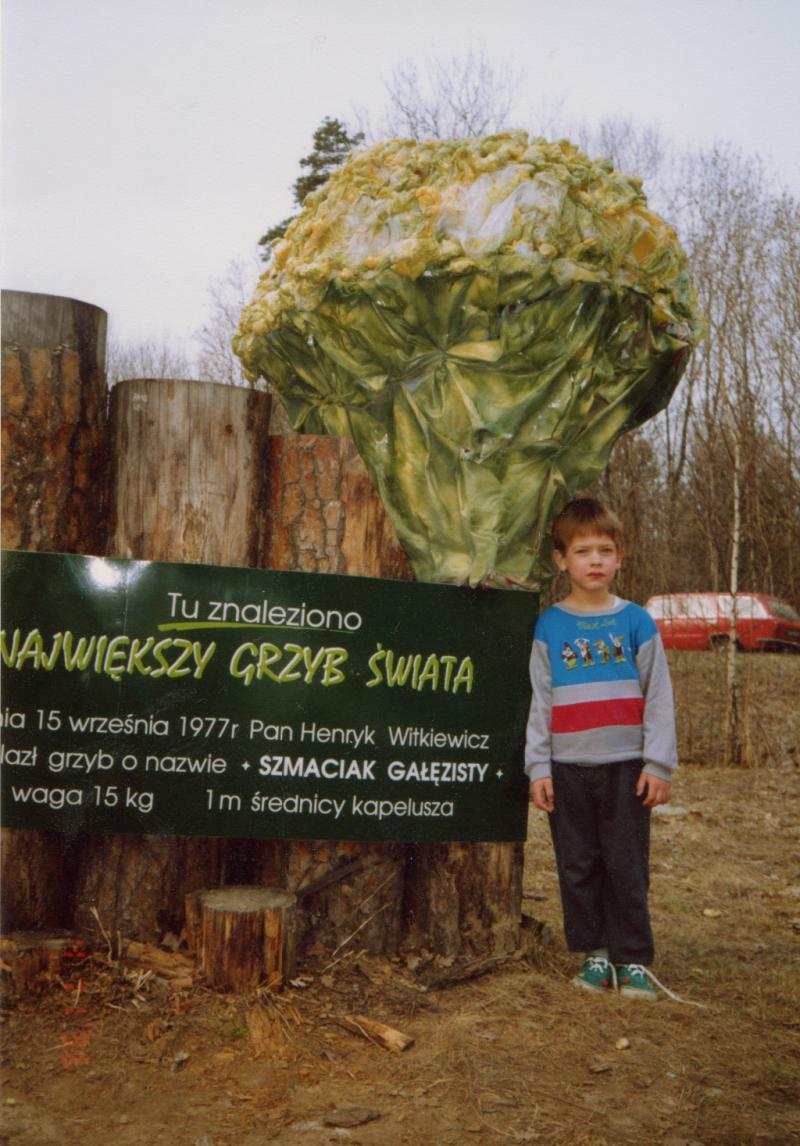
Nieistniejący już pomnik grzyba
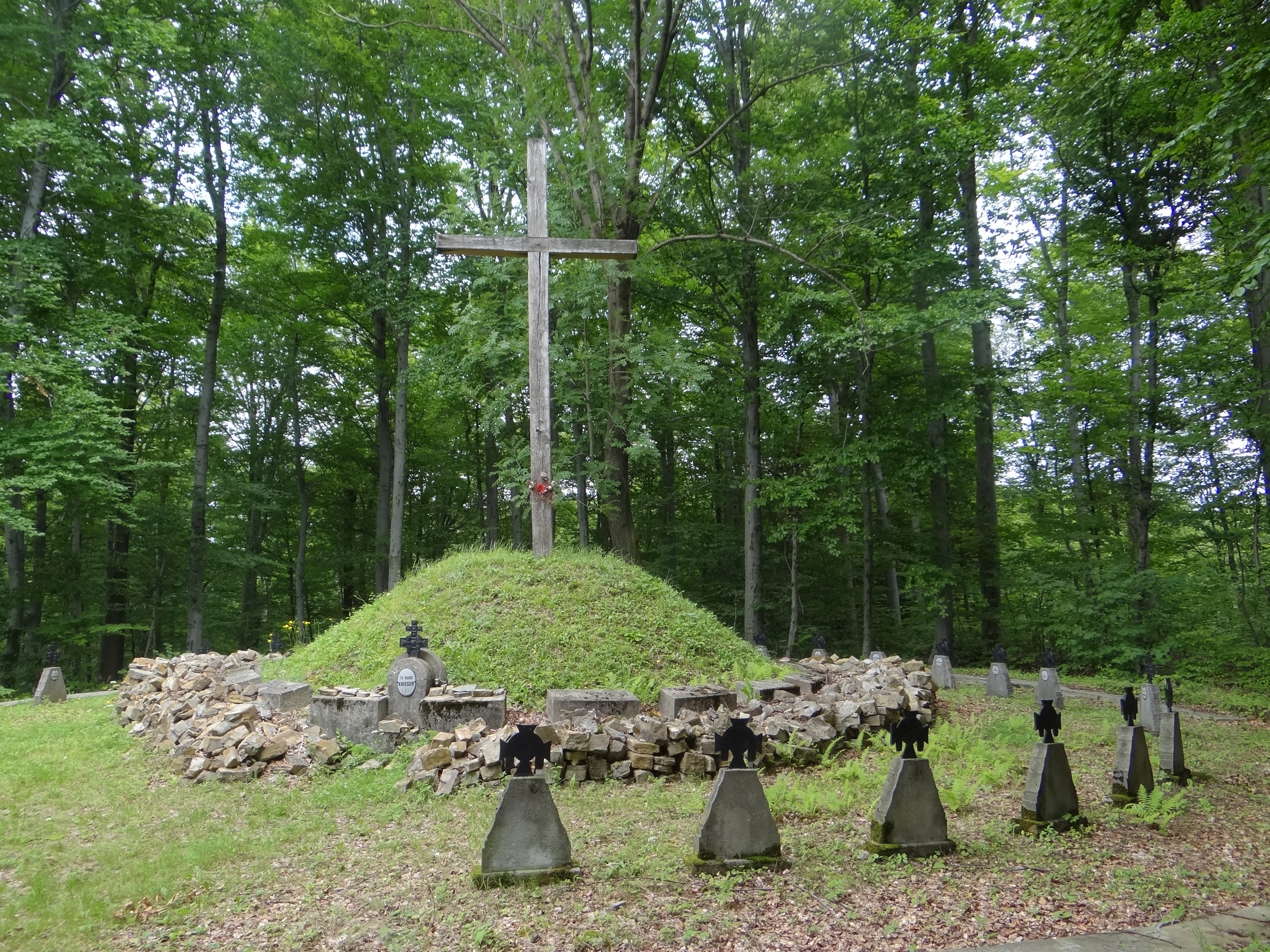
Cmentarz wojenny nr 178

## Turystyka
Wierzchołek i północne stoki są gęsto zalesione. W drzewostanie dominują buk, grab, dąb i jodła. Poniżej południowej granicy lasu poprowadzona została lokalna droga do Pleśnej, o dużych walorach krajobrazowych. Widoczna jest z niej panorama doliny Białej, pasma Brzanki i fragmenty Pogórza Rożnowskiego, a przy dobrej pogodzie nawet Tatry.
Na Słonej Górze znajdują się dwa domy weselne oraz Oberża pod Grzybem – restauracja z balkonem widokowym na dolinę Białej i pogórze.
Przez wzgórze przebiegają dwa turystyczne szlaki piesze i szlak rowerowy:
 pieszy z Tarnowa przez Jamną do Bartkowej na Pogórzu Rożnowskim;
 pieszy ze Słonej Góry przez Piotrkowice i Łowczów do Rychwałdu;
 rowerowy z Tarnowa do Pleśnej.